# برجامية

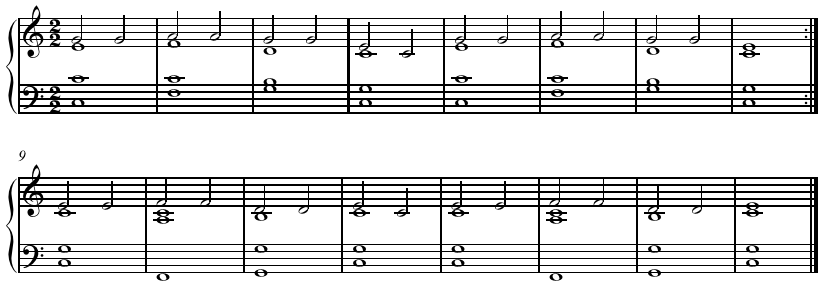
برجامية ('The Buffens') 1600.

البرجامية (من مدينة برجامة في شمال إيطاليا) ، هي رقصة وترتبط باللحن والتسلسل التآلفي.